# یونایتد ۹۳ (فیلم)
یونایتد ۹۳ (به انگلیسی: United 93) فیلمی است ساخته پل گرینگرس محصول سال ۲۰۰۶ درباره پرواز United Airline Flight 93 که در جریان واقعه ۱۱ سپتامبر ربوده شد و پیش از برخورد به هر هدفی سقوط کرد. این هواپیما به همراه سه هواپیمای دیگر در جریان وقایع ۱۱ سپتامبر ربوده شد. دو هواپیما به برجهای مرکز تجارت جهانی برخورد کردند، یکی به پنتاگون و این هواپیما قرار بود به کاخ سفید برخورد کند اما به دلیل تاخیر در پرواز مسافران آن از برخورد هواپیماهای دیگر مطلع شدند و با هواپیمارباها درگیر شدند و در این میان به دلیل ارتفاع کم، هواپیما به زمین برخورد کرد.
وقایع داخل هواپیما بر اساس مکالمات تلفنی مسافران با اعضای خانواده‌شان ساخته شده ولی دقایق آخر محصول تخیل نویسنده‌است، اگرچه در جریان ساخت با خانواده تمام مسافران مشورت شده‌است. از زمان پخش در نوامبر ۲۰۰۶ فیلم در آمریکا ۳۱٫۴ میلیون دلار و در جهان ۷۵٫۲ میلیون دلار فروش داشته‌است.